# بيلي بيرك (لاعب غولف)
بيلي بيرك (بالإنجليزية: Billy Burke)‏ هو لاعب غولف أمريكي، ولد في 14 ديسمبر 1902 في ناوغاتوك في الولايات المتحدة، وتوفي في 19 أبريل 1972.